# Бенитез (Порторико)
Бенитез (шп. Benítez) град је у америчкој острвској територији Порторико, острвској држави Кариба.

## Демографија
По попису из 2010. године број становника је 1.409, што је 75 (5,6%) становника више него 2000. године.
| Група             | 2000.         | 2010.         |
| Белци             | 2 (0,1%)      | 4 (0,3%)      |
| Афроамериканци    | 112 (8,4%)    | 178 (12,6%)   |
| Азијати           | 0 (0,0%)      | 1 (0,1%)      |
| Хиспаноамериканци | 1.332 (99,9%) | 1.403 (99,6%) |
| Укупно            | 1.334         | 1.409         |